# 回心院
回心院，词牌名。
王鼎《焚椒录》记载辽道宗皇后蕭觀音姿容端丽。因谏阻帝游畋无度被疏远，咸雍六年（1070年），辽道宗耶律洪基离京去木叶山，蕭觀音因此作《回心院词》十首，“被之管弦，以寓望幸之意。”此調有平韻、仄韻兩體，单调二十八字。此十首均从宫廷日常生活细节入手，涉及恩宠欢娱诸方面，词中倾诉失宠哀怨之情，也表现了自己希冀君王回心转意的迫切心情。全篇联章铺叙、反复咏叹，描绘细腻、抒情婉转。命赵惟一谱曲并且演奏，萧观音在帘内以乐器相和。大康元年（1075年），耶律乙辛诬告赵惟一和萧观音有淫乱行为，加以杀害。清朝王昙有《回心院》传奇演出这个故事。剧本现今不存。有些剧种根据这个传奇编成《凄凉辽宫月》。